# The Marvels
The Marvels es una película de superhéroes estadounidense basada en Marvel Comics. Producida por Marvel Studios y distribuida por Walt Disney Studios Motion Pictures, es la secuela de Capitana Marvel (2019), una continuación de la serie  Ms. Marvel (2022) de Disney+, y la película número 33 del Universo cinematográfico de Marvel (MCU). La película fue dirigida por Nia DaCosta, quien coescribió el guion con Megan McDonnell y Elissa Karasik. Está protagonizada por Brie Larson como Carol Danvers, Teyonah Parris como Monica Rambeau y Iman Vellani como Kamala Khan / Ms. Marvel, junto a Zawe Ashton, Gary Lewis, Park Seo-joon, Zenobia Shroff, Mohan Kapoor, Saagar Shaikh, y Samuel L. Jackson. En la película, Danvers, Rambeau y Kamala se unen como las "Marvel" después de que empiezan a intercambiar lugares cada vez que usan sus poderes.
Marvel Studios confirmó los planes para hacer una secuela de Capitana Marvel en julio de 2019. El desarrollo comenzó en enero de 2020 con McDonnell contratada después de trabajar en la miniserie de televisión WandaVision (2021). Larson estaba programada para regresar de la primera película como Danvers, y DaCosta fue contratada para dirigir ese agosto. En diciembre, se reveló que Parris retomaría su papel como Rambeau de WandaVision junto con Vellani que regresaba como Kamala de Ms. Marvel. El rodaje de la segunda unidad comenzó a mediados de abril de 2021 en Nueva Jersey, y el título, que hace referencia a los tres personajes y sus habilidades similares, se reveló a principios de mayo. La fotografía principal comenzó em julio de 2021 y concluyó a mediados de mayo de 2022, y tuvo lugar en Pinewood Studios en Buckinghamshire y Longcross Studios en Surrey, Inglaterra. así como en Los Ángeles y Tropea, Italia. La participación de Karasik se reveló durante la posproducción.
The Marvels se estrenó en Las Vegas el 7 de noviembre de 2023 y se estrenó en los Estados Unidos el 10 de noviembre, como parte de la Fase Cinco del MCU. Recibió críticas mixtas de los críticos, con elogios por sus actuaciones pero críticas por su guion y las inconsistencias tonales. La película tuvo un desempeño inferior en taquilla, recaudó 205 millones de dólares en todo el mundo frente a un presupuesto de producción bruto de $374 millones de dólares, convirtiéndola en la película con menor recaudación del MCU y una de las pocas películas del MCU no alcanzan el punto de equilibrio en su recorrido en cines.

## Argumento
Al destruir Carol Danvers la Inteligencia Suprema, la inteligencia artificial que lidera el imperio Kree. Esto conduce a una guerra civil en el planeta Hala, el mundo natal de los Kree, que lo deja estéril, ya que pierde aire, agua y luz solar durante los siguientes 30 años. Los Kree llegan a conocer a Danvers como "la Aniquiladora".
Dar-Benn, la nueva líder de los Kree, descubre uno de los dos legendarios Brazaletes Cuánticos. Ella aprovecha el poder del Brazalete para abrir un punto de salto, una puerta de enlace que permite viajes rápidos a través del espacio. La anomalía resultante afecta a toda la red de puntos de salto, incluido un punto de salto cerca de la estación espacial, S.A.B.E.R. de la Tierra dirigida por Nick Fury. La capitana Monica Rambeau investiga el punto de salto cerca de S.A.B.E.R. mientras Danvers investiga el nuevo punto de salto que abrió Dar-Benn. Cuando tocan sus respectivos puntos de salto, Rambeau es transportada a la ubicación de Danvers, Kamala Khan, que tiene el otro Brazalete Cuántico en la Tierra, es transportada a la ubicación de Rambeau, y Danvers es transportada a la casa de Kamala. Las tres usan sus diferentes poderes basados en la luz para luchar contra los enemigos de Kree, dejando la casa de Khan destruida.
Después de que las tres mujeres regresan a sus lugares originales, Fury y Rambeau visitan a Kamala en la Tierra. Rambeau supone que sus poderes basados en la luz están vinculados a través de entrelazamiento cuántico, y que cambian de lugar cuando cualquiera de las tres usa sus poderes simultáneamente. Las tres se unen en una colonia de refugiados Skrulls en el planeta Tarnax, que Danvers ayudó a fundar y donde se está negociando un tratado de paz con los Kree. Cuando las conversaciones fracasan, Dar-Benn abre otro punto de salto que extrae la atmósfera de Tarnax para devolver el aire respirable a Hala. Después de un apresurado esfuerzo por evacuar la colonia, Danvers, Rambeau y Kamala forman un equipo al que Kamala llama "las Marvels". Danvers explica que las Bandas Cuánticas se utilizaron para crear la red de transporte del punto de salto, y Dar-Benn está combinando su Brazalete Cuántico con el Arma Universal de los  Kree. La repetida ruptura de los puntos de salto por parte de Dar-Benn está provocando inestabilidad en la red y poniendo en peligro al universo entero. Deducen que Dar-Benn está apuntando a planetas que son importantes para Danvers, a quien Dar-Benn culpa por la desolación de Hala.
Los Marvel viajan al planeta acuático Aladna, donde la gente se comunica mediante canciones. Advierten al esposo de Danvers, el príncipe Yan, antes de que Dar-Benn llegue y abra un punto de salto, atrayendo el agua del planeta hacia Hala. Su plan final es usar la energía del sol de la Tierra para restaurar la del sol de Hala. En S.A.B.E.R., Goose—la mascota felina de Danvers, Flerken— da a luz a una camada de gatitos que pueden consumir personas temporalmente, que Fury usa para evacuar al personal de la estación. Dar-Benn roba el Brazalete de Kamala e intenta usar ambas Bandas, pero esto destruye a Dar-Benn, termina el enlace de las Marvel y deja atrás una ruptura entre realidades. Kamala recupera las Bandas y se une a Danvers para energizar a Rambeau, lo que le permite cerrar el agujero desde el otro lado, pero queda varada en el proceso. Kamala regresa a la Tierra y Danvers vuela hacia el sol de Hala, usando su poder para restaurarlo.
La familia de Kamala ayuda a Danvers a mudarse a la casa de Rambeau. La breve colaboración de Kamala con Danvers y Rambeau la inspira a buscar a otros héroes jóvenes y formar un nuevo grupo, comenzando con Kate Bishop. En una escena de mitad de créditos, Rambeau se despierta en un universo paralelo donde es recibida por Binary—una versión alternativa de su madre Maria— y el científico mutante, Hank McCoy.

## Reparto
- Brie Larson como Carol Danvers / Capitana Marvel:
Una Vengadora y ex-Piloto de la Fuerza Aérea de EE. UU. cuyo ADN fue alterado durante un accidente, lo que le infundió fuerza sobrehumana, absorción y proyección de energía y vuelo.[5][6] Larson dijo que la película profundizaría en las complejidades del personaje de Danvers después de que se estableciera su historia de origen en Capitana Marvel (2019).[7] Desde los eventos de Avengers: Endgame (2019), Danvers ha estado mayormente fuera de la Tierra en el espacio profundo. Larson dijo que el personaje se había vuelto "adicta al trabajo" y perdió el contacto con su familia y amigos.[6]
- Teyonah Parris como Monica Rambeau:
Una astronauta para S.A.B.E.R. que está trabajando con Nick Fury y tiene la habilidad de manipular todas las longitudes de onda del espectro electromagnético.[8][9][6] Ella es la hija de la difunta amiga y compañera aviadora de Danvers, Maria Rambeau, y cuando era niña admiraba a Danvers.[10] Parris dijo que The Marvels exploraría más a fondo Rambeau más allá de lo establecido en la miniserie de Disney+, WandaVision (2021).[11] Teyonah boxeó para prepararse para el papel.[6]
- Iman Vellani como Kamala Khan / Ms. Marvel:
 Una adolescente mutante de Jersey City, que idolatra a Danvers y usa un Brazalete Cuántico, un brazalete mágico que desbloqueó su capacidad de aprovechar la energía cósmica y crear construcciones de luz dura.[10][12][13] Kamala está asombrada por Danvers y Rambeau, sus heroínas, que el productor Kevin Feige comparó con el rol de Peter Parker en Capitán América: Civil War (2016).[14] Vellani practicó parkour para prepararse para el estilo de movimiento de Kamala en la película.[6]
- Zawe Ashton como Dar-Benn:
La líder Kree que está tratando de restaurar su tierra natal después de una guerra civil.[6][15] Ella empuña el Arma Universal, un gran martillo que fue utilizado previamente por el fanático Kree, Ronan el Acusador en Guardianes de la Galaxia (2014).[16] La directora Nia DaCosta alentó a Ashton a priorizar su agilidad y fuerza en su entrenamiento.[6] El prometido de Ashton Tom Hiddleston, quien interpreta a Loki en el MCU, dio su consejo sobre cómo interpretar a un villano de Marvel.[17]
- Gary Lewis como Emperador Dro'ge: El líder de la colonia Skrull en el planeta Tarnax.[18]
- Park Seo-joon como el Príncipe Yan: El carismático príncipe del planeta Aladna, quién es el esposo y aliado de Danvers.[19][20]
- Zenobia Shroff como Muneeba Khan: La madre de Kamala.[21][8]
- Mohan Kapur como Yusuf Khan: El padre de Kamala.[21][8]
- Saagar Shaikh como Aamir Khan: el hermano mayor de Kamala.[21][8]
- Samuel L. Jackson como Nick Fury: El ex director de S.H.I.E.L.D. quien trabaja en S.A.B.E.R. en el espacio profundo con los Skrulls.[22] La versión cinematográfica de Fury es mucho más ligera y divertida que la versión vista en la miniserie de Disney+, Invasión secreta (2023), que la productora ejecutiva Mary Livanos atribuyó a la relación entre Fury y Danvers que se estableció en Capitana Marvel.[23]

Tessa Thompson retoma su papel de películas anteriores del MCU como, Valkyrie, y Hailee Steinfeld retoma su papel de Kate Bishop de la miniserie de Disney+, Hawkeye (2021). Lashana Lynch retoma su papel como la madre de Monica, Maria Rambeau, de Capitana Marvel. También interpreta una versión alternativa de Maria llamada Binary, apareciendo en la escena de mitad de créditos junto a Kelsey Grammer como Dr. Hank McCoy / Bestia. Grammer retoma su papel de las películas X-Men de 20th Century Fox, X-Men: The Last Stand (2006) y X-Men: Días del futuro pasado (2014). Leila Farzad y Abraham Popoola interpretan a los trabajadores de S.A.B.E.R., Talia y Dag, respectivamente,  y Daniel Ings interpretan al científico Kree, Ty-Rone. Goose, la mascota de Carol Flerken que se parece a un gato, regresa de la primera película, interpretada por los gatos Nemo y Tango, reemplazando a los actores anteriores Reggie, Archie, Rizzo y Gonzo de la primera película.

## Producción

### Desarrollo
Antes del estreno de Capitana Marvel (2019), la estrella Brie Larson expresó interés en una secuela con el personaje de Kamala Khan / Ms. Marvel. El productor Kevin Feige dijo anteriormente que había planes para presentar a Kamala al Universo cinematográfico de Marvel (MCU), luego del estreno de Capitana Marvel, por que Kamala se inspira en Carol Danvers / Capitana Marvel; Iman Vellani fue elegida más tarde como Kamala para la miniserie de Disney+, Ms. Marvel (2021). En marzo de 2019, Feige dijo que Marvel Studios tenía algunas ideas "bastante sorprendentes" para una secuela, que podría estar ambientada en la década de 1990, como la primera película, o en la actualidad. Lashana Lynch expresó interés en retomar su papel de Maria Rambeau en una secuela, incluso si estuviera ambientado en el presente.
En la San Diego Comic-Con de 2019 en julio, Feige confirmó los planes para hacer una secuela de Capitana Marvel. El desarrollo oficial comenzó en enero de 2020 cuando Megan McDonnell entró en negociaciones para escribir el guion, después de haber trabajado anteriormente como escritora en la miniserie, WandaVision (2021) de Marvel Studios y Disney+. Se confirmó que Larson regresaría como Danvers, aunque no se esperaba que Anna Boden y Ryan Fleck regresaran después de dirigir y coescribir la primera película, y el estudio esperaba contratar a una directora para reemplazarlos. Se esperaba que la película se desarrollara en la actualidad y tenía como objetivo su estreno en En abril de 2020, Disney programó que la película se estrenara el completando la fecha de que el estudio había reservado previamente para una película de Marvel sin título.
Ese agosto, Nia DaCosta fue contratada para dirigir la película. Justin Kroll de Deadline Hollywood llamó a esto '"otra señal de que Marvel continúa agregando diversidad a sus películas" debido a que DaCosta fue la primera mujer afroamericana contratada como directora por Marvel Studios, y agregó que la película probablemente rompería el récord de la más grande película presupuestada dirigida por una mujer afroamericana. El estudio también había considerado a Olivia Wilde y Jamie Babbit como directores de la película, pero se decía que DaCosta había tenido "la ventaja durante algún tiempo" entre los candidatos. Richard Newby de The Hollywood Reporter dijo que la contratación de DaCosta podría traer nueva energía a la franquicia MCU y Captain Marvel, diciendo que ella "disfruta desafiando las nociones preconcebidas sobre la relación entre los personajes y la tradición detrás de las historias". Newby también sintió que la película podría explorar la historia de Danvers desde la perspectiva de Mónica, la hija de Maria Rambeau, una mujer negra en el actual Estados Unidos.
DaCosta, una autoproclamada nerd de los cómics, desarrolló la película con la productora de WandaVision, Mary Livanos, quien le dio "libertad creativa" para hacer la película que quería. Larson dijo que DaCosta era la mejor persona para dirigir la película y elogió su presentación de pitch. El pitch original de DaCosta incluía a Adam Warlock y viaje en el tiempo, pero le dijeron que Warlock aparecería en Guardianes de la Galaxia Vol. 3 (2023) y la serie de Disney+, Loki (2021–presente) ya trataban historias de viajes en el tiempo. DaCosta también citó Final Fantasy VII: Advent Children (2005) en su presentación como referencia para la película, particularmente por sus escenas de lucha y secuencia final.
Feige anunció el título de la película como Captain Marvel 2 en diciembre de 2020, con una nueva fecha de estreno, confirmó oficialmente la participación de DaCosta, junto con Teyonah Parris retomando su papel como Monica Rambeau de WandaVision y dijo que Vellani repetiría su papel de Kamala. Parris expresó su entusiasmo por volver a trabajar con DaCosta después de protagonizar su película Candyman (2021), así como por protagonizar junto a Larson y Vellani, y por explorar más a fondo la relación de Monica con Danvers como se insinuó por primera vez en WandaVision. Larson sintió que "tenía sentido" narrativamente presentar a Kamala y Rambeau en el MCU en otros proyectos antes de que los tres personajes se conocieran en esta película, algo que había discutido con Feige "desde el principio".

### Preproducción
El trabajo de preproducción comenzó en febrero de 2021, cuando Zawe Ashton fue elegida como la villana de la película. En ese momento, todos los guiones de Ms. Marvel habían sido escritos, por lo que el equipo creativo de The Marvels pudo leerlos para saber qué le sucede a Kamala en esa serie. Se esperaba que la fotografía principal comenzara a fines de mayo, con el rodaje de la segunda unidad comenzó el 9 de abril de 2021 en Jersey City, Nueva Jersey, bajo el título provisional Goat Rodeo, para capturar tomas aéreas y de establecimiento, y placas de pantalla verde. En mayo de 2021, Marvel Studios reveló que la secuela se titularía The Marvels. Ethan Anderton de /Film señaló que el título se refería tanto a ls Capitana Marvel como a Ms. Marvel, ya que el logotipo de la película incluía la misma «S» estilizada de la serie Ms. Marvel. Graeme McMillian de The Hollywood Reporter reconoció esta explicación, pero también se preguntó si había una conexión con la serie de cómics, Marvels de 1994, que cuenta varios eventos del Universo Marvel desde la perspectiva de un fotógrafo, o con un proyecto del mismo nombre anunciado en 2020. También se preguntó si The Marvels se refería a una familia de héroes, muy parecida a la Familia Marvel de DC Comics (ahora la familia Shazam). Más tarde ese mes, el trabajo de preproducción comenzó en el Reino Unido.
A mediados de junio, Park Seo-joon se unió al elenco en un papel no revelado, y para unirse a la producción después de completar el trabajo en la película Concrete Utopia (2023). Su papel fue reportado como el Príncipe Yan del planeta Aladna. Larson y Parris comenzaron a prepararse para filmar el mes siguiente. El mes siguiente, DaCosta dijo que The Marvels lidiaría con "cosas específicas, personales y, a veces, tristes", por ejemplo, cómo las personas lidian con el dolor y el trauma, pero que tendría una historia más ligera en comparación con sus películas Little Woods (2018) y Candyman (2021). También sintió que tenía más libertad creativa en The Marvels que en sus películas anteriores. Feige dijo que la dinámica entre Danvers, Kamala y Rambeau era el centro de la película y comparó su equipo con la formación de los Vengadores en The Avengers (2012). Él reveló que The Marvels tendría "elementos cósmicos divertidos", incluidos algunos de la historia del cómic del 1971 de Roy Thomas, Kree–Skrull War, con la historia recogiendo directamente de la final de Capitana Marvel. Describió la película como tonalmente diferente de la miniserie del MCU, Secret Invasion (2023), que es otra continuación de Captain Marvel; se creía que la serie estaba relacionada con la película, pero The Marvels ignora en gran medida los eventos de Secret Invasion. Matt Webb Mitovich de TVLine especuló que Marvel tenía la intención de que The Marvels se desarrollara antes de Secret Invasion, dado que la película tenía numerosas fechas de estreno anteriores al estreno de Secret Invasion en junio de 2023, pero esa suposición "aún deja problemas de continuidad por todos lados".

### Rodaje
Se esperaba que la fotografía principal comenzara el 31 de mayo de 2021 pero comenzó el 26 de julio de 2021, en Pinewood Studios en Buckinghamshire, y en Longcross Studios en Longcross, Surrey, Inglaterra. Sean Bobbitt se desempeñó como director de fotografía. Larson confirmó que comenzó a filmar el 10 de agosto, y poco después, Samuel L. Jackson reveló que retomaría su papel del UCM como Nick Fury en la película, trabajando en ella en Londres al mismo tiempo que se preparaba para rodar Invasión secreta. El rodaje de The Marvels tuvo lugar en Tropea, Italia, a partir del 27 de agosto, incluso en la costa del mar Tirreno. El 3 de septiembre, Park se fue a Los Ángeles para comenzar a filmar. Poco después, se reveló que Saagar Shaikh, Zenobia Shroff y Mohan Kapur repitieron sus respectivos papeles como el hermano mayor Aamir; la madre Muneeba y el padre Yusuf Khan de Kamala, de Ms. Marvel. En octubre de 2021, el estreno de la película se retrasó hasta el 17 de febrero de 2023. Park filmó sus escenas durante dos meses y terminó de filmar en Inglaterra el 2 de noviembre. La diseñadora de producción Cara Brower dijo que la escala y el alcance de la película eran enormes, contrastando su trabajo con DaCosta en Candyman. La producción creó 54 sets en Pinewood y Longcross Studios, para cinco planetas diferentes (incluida Aladna) y naves espaciales, la estación espacial S.A.B.E.R., la casa de Maria Rambeau y la casa de la familia Khan. DaCosta quería que cada planeta tuviera un diseño distinto. En abril de 2022, el estreno de la película se trasladó al 28 de julio de 2023, intercambiando lugares con Ant-Man and the Wasp: Quantumania, ya que la película estaba más avanzada en producción. El rodaje de The Marvels concluyó a la mitad del mes siguiente.

### Posproducción
Jackson reveló a mediados de junio de 2022 que volvería a Londres en agosto para trabajar en nuevas filmaciones de The Marvels, antes de hacer lo mismo para Secret Invasion, y Marvel se estaba preparando para esas regrabaciones a fines de julio. Ese mes, Larson hizo un cameo en el último episodio de Ms. Marvel, «No Normal», a través de imágenes que DaCosta había filmado para The Marvels. DaCosta no sabía que el metraje se usaría de esta manera cuando lo filmó, y su inclusión en Ms. Marvel también fue una sorpresa para los directores Adil El Arbi y Bilall Fallah. El rodaje de The Marvels se realizó a principios de agosto en Battery Park en la ciudad de Nueva York para capturar placas de efectos visuales. Se reveló en enero de 2023 que DaCosta también había trabajado en el guion de la película junto a Elissa Karasik y Zeb Wells, quienes se habían desempeñado respectivamente como escritores en Loki y la miniserie del MCU, She-Hulk: Attorney at Law (2022), aunque solo se acreditaron a DaCosta, McDonnell y Karasik. En febrero de 2023, el estreno de la película fue se retrasó hasta el 10 de noviembre de 2023, ya que Disney y Marvel Studios estaban reevaluando la producción de contenido y los costos. Esto permitió más tiempo para la posproducción. Joanna Robinson de The Ringer informó en abril que la película estaba pasando por una "revisión masiva" y nuevas regrabaciones, que tuvo lugar durante cuatro semanas para supuestamente dar coherencia a la historia.
El primer tráiler, lanzado en abril de 2023, reveló que el papel de Ashton sería Dar-Benn, y que Daniel Ings había sido elegido como Ty-Rone. Se reportó luego que Lynch retomaría su papel como Maria Rambeau, junto a Cobie Smulders y Randall Park en sus respectivos roles del MCU como Maria Hill y Jimmy Woo, aunque Smulders negó su participación en junio. También en junio, se reveló que Gary Lewis se unía al reparto, interpretando al Emperador Dro'ge, y Marvel Studios realizó una proyección pública de prueba de la película en Texas. Este fue un movimiento "poco común" por parte del estudio y, según se informa, la proyección recibió respuestas mixtas. Se reveló que Tessa Thompson retomaría su papel del MCU de Valkyrie en la película cuando se lanzó el tráiler final a principios de noviembre. Cuando la película se estrenó poco después, se reveló que Hailee Steinfeld y Kelsey Grammer estaban en la película, repitiendo sus respectivos papeles de Kate Bishop de la miniserie de Disney+, Hawkeye (2021) y Dr. Hank McCoy / Bestia de las películas X-Men de 20th Century Fox, X-Men: The Last Stand (2006) y X-Men: Días del futuro pasado (2014). Grammer estaba emocionado de regresar a su papel, que describió como "un personaje real de seriedad e importancia en nuestra cultura", y esperaba que condujera a más apariciones en el MCU.
Catrin Hedström y Evan Schiff editaron la película. Hedström trabajó anteriormente con DaCosta en Candyman. Ashton declaró en febrero de 2024 que filmaron un final alternativo en el que Danvers murió con Dar-Benn. Los efectos visuales de la película fueron creados por Industrial Light & Magic, Rise FX, Rising Sun Pictures, Sony Pictures Imageworks, Trixter, Weta Digital y Wylie Co., mientras que Tara DeMarco se desempeña como supervisora de efectos visuales.

### Doblaje
| Personaje                       | Intérpretes       | Doblaje español                          |
| ------------------------------- | ----------------- | ---------------------------------------- |
| Carol Danvers / Capitana Marvel | Brie Larson       | Laura Monedero Anabel García (canciones) |
| Monica Rambeau                  | Teyonah Parris    | Blanca Hualde "Neri"                     |
| Kamala Khan / Ms. Marvel        | Iman Vellani      | Claudia Caneda                           |
| Dar-Benn                        | Zawe Ashton       | Isabel Lago                              |
| Emperador Dro'ge                | Gary Lewis        | Juan Antonio Arroyo                      |
| Príncipe Yan                    | Park Seo-joon     | Álvaro Reina Samuel Gómez (canciones)    |
| Muneeba Khan                    | Zenobia Shroff    | María del Mar Jorcano                    |
| Yusuf Khan                      | Mohan Kapur       | Jesús Rodríguez "Rolo"                   |
| Aamir Khan                      | Saagar Shaikh     | Víctor Martínez                          |
| Nick Fury                       | Samuel L. Jackson | Miguel Ángel Jenner                      |

## Música
En enero de 2022, Laura Karpman fue contratada para componer la banda sonora de la película, después de haberlo hecho anteriormente para la primera temporada de la serie de televisión del MCU, What If...? (2021) y Ms. Marvel. DaCosta le pidió a Karpman que escribiera un nuevo tema para el equipo titular en lugar de centrarse en los personajes individuales, similar a cómo The Avengers se centró en un tema de equipo en lugar de temas de personajes individuales. Karpman describió el tema principal de la película, «Higher. Further. Faster. Together», como un tema de familia elegida que combina elementos de Danvers, Rambeau y Kamala. El tema termina con un coro cantando "más alto, más lejos, más rápido, juntos" en latín. El tema "resbaladizo y jazzístico" de Dar-Benn se toca principalmente con flautas y se inspiró en la música de Herbie Hancock. Los temas X-Men de John Ottman de las películas X2 (2003) y X-Men: Días del Futuro Pasado se escuchan durante la escena de mitad de créditos.
Una suite que Karpman escribió para llevar el tema principal "a través de los pasos", titulada «The Marvels Suite», se interpretó en la Philadelphia Orchestra el 3 de junio de 2023. «Higher. Further. Faster. Together.», se estrenó en la última noche de los BBC Proms el 9 de septiembre de 2023. y fue lanzado como sencillo digital el 2 de noviembre. Hollywood Records y Marvel Music lanzaron un álbum con la banda sonora de la partitura de Karpman el 8 de noviembre.

## Márketing
Larson, Parris y Vellani aparecieron en la D23 Expo 2022 para promocionar la película y mostrar imágenes exclusivas. Un avance que contaba con la canción «Intergalactic» de Beastie Boys, fue estrenado en Good Morning America el 11 de abril de 2023. Edidiong Mboho de Collider consideró que el avance "ofrece el encanto y la acción por los que es conocido en el UCM". Charles Pulliam-Moore en The Verge dijo que el tráiler mostraba que Danvers, Rambeau y Kamala "van a terminar formando un gran equipo" y pensó que las secuencias de lucha de 'cambio de lugar' podrían ser las más inventivas del MCU. Se creía que la aparición de Jackson en el avance era considerado por algunos comentaristas como un spoiler del final de Secret Invasion, ya que indicó que Fury sobrevive a los eventos de la serie a pesar de las especulaciones de que el personaje podría morir al final de la misma. Marvel Studios y Bic se asociaron para crear bolígrafos de edición limitada inspirados en la película, así como en el Sorteo "Write with Might" que ofrecía la oportunidad de ganar un viaje al estreno de la película en Hollywood, Los Ángeles. Pita Pit también se asoció con Marvel Studios y Walt Disney Pictures para lanzar el nuevo batido de edición limitada "Banana Chai" para promocionar la película. En septiembre de 2023, DaCosta expresó su preocupación de que estaría promocionando la película por su cuenta ya que el elenco no pudo participar en el marketing durante la huelga SAG-AFTRA 2023. La huelga finalmente no terminó hasta después del estreno de la película, que se celebró en Las Vegas el 7 de noviembre sin el elenco. Marvel colaboró con la empresa de software Autodesk para mostrar un vídeo de Goose, la mascota Flerken felina de Danvers, en Sphere, hasta el 13 de noviembre. La huelga terminó el 9 de noviembre y Larson fue agendada a aparecer en The Tonight Show Starring Jimmy Fallon al día siguiente para promocionar la película.

## Estreno

### En cines
The Marvels se estrenó en Las Vegas el 7 de noviembre de 2023. Se estrenó en Corea del Sur el 8 de noviembre, y en Estados Unidos y China, el 10 de noviembre IMAX, ScreenX, y 4DX. Inicialmente no se esperaba que la película tuviera un estreno IMAX porque Dune: parte dos estaba programada a estrenarse el 3 de noviembre de 2023 y habría tenido acceso a todas las pantallas IMAX durante cinco a seis semanas. El CEO de IMAX Corporation, Richard Gelfond, dijo que la compañía pasaría a mostrar The Marvels en IMAX si Dune: Part Two se retrasara por la huelga de SAG-AFTRA, y esto se confirmó en agosto cuando el la película se trasladó a marzo de 2024. Antes de que se fijara la fecha de estreno en noviembre de 2023, The Marvels estaba programada previamente para el 8 de julio de 2022, 11 de noviembre de 2022, 17 de febrero de 2023, y 28 de julio de 2023. Forma parte de la Fase Cinco del UCM.

### Medios domésticos
La película fue lanzada por Walt Disney Studios Home Entertainment en descarga digital, el 16 de enero de 2024. Se estrenó en Disney+ el 7 de febrero y en Ultra HD Blu-ray, Blu-ray y DVD, el 13 de febrero.
Según el sitio web de noticias para compartir archivos TorrentFreak, The Marvels se ubicó entre las diez películas más pirateadas durante las semanas que finalizaron el 11 y el 18 de diciembre de 2023. Se informó que fue la película más pirateada durante la semana que finalizó el 22 de enero de 2024 y permaneció entre las diez primeras desde el 29 de enero hasta el 4 de marzo de 2024. Nielsen Media Research, que registra la audiencia en streaming en las pantallas de televisión de Estados Unidos, calculó que The Marvels fue vista durante 559 millones de minutos entre el 5 y el 11 de febrero de 2024, lo que la convierte en la película más vista de la semana. La semana siguiente, del 12 al 18 de febrero de 2024, acumuló 337 millones de minutos de visualización, ubicándose como la quinta película más reproducida.

## Recepción

### Taquilla
The Marvels recaudó 84,5 millones de dólares en Estados Unidos y Canadá, y 121,6 millones de dólares en otros territorios, para un total mundial de 206 millones de dólares. Es la película con menor recaudación en el MCU, y tuvo un desempeño bajo en taquilla, no alcanzando su punto de equilibrio de 439,6 millones de dólares, mientras que, según se informa, necesitaba ganar alrededor de 700 millones de dólares para ser rentable. Algunas publicaciones han calificado la película como el primer fracaso de taquilla de la franquicia del MCU.
En Estados Unidos y Canadá, se pensaba originalmente que The Marvels recaudaría alrededor de 60 millones de dólares en 4.030 salas en su primer fin de semana. Después de recaudar 21,3 millones de dólares en su primer día (incluidos 6,6 millones de dólares de los avances del jueves por la noche), las estimaciones se redujeron a 47-52 millones de dólares. Luego debutó con 46,1 millones de dólares, encabezó la taquilla y marcó el mejor fin de semana de estreno para una directora negra. Sin embargo, esto también marcó el fin de semana de estreno más bajo para una película del MCU, tomando ese récord de The Incredible Hulk (2008). En su segundo fin de semana, la película recaudó 10,12 millones de dólares y terminó en cuarto lugar detrás de los recién llegados Los juegos del hambre: balada de pájaros cantores y serpientes, Trolls Band Together y Thanksgiving. Esta fue una caída del 78 % con respecto al primer fin de semana, que fue la mayor caída en el segundo fin de semana para cualquier película de superhéroes de Hollywood. The Marvels recaudó 6,4 millones de dólares en su tercer fin de semana, terminando en sexto lugar. El 3 de diciembre, durante el cuarto fin de semana de la película, Disney describió la taquilla de la película estaba "está llegando a su fin" y dijo que el estudio ya no informaría los ingresos brutos de taquilla del fin de semana, a pesar de que se esperaba que la película continuara exhibiéndose en los cines durante las vacaciones de Año Nuevo. Había ganado 2,4 millones de dólares adicionales en su cuarto fin de semana, cayendo del puesto 10 al 11.
Al discutir por qué el rendimiento de taquilla de la película fue tan bajo, Anthony D'Alessandro de Deadline Hollywood rechazó las afirmaciones de que la película se vio afectada por la "fatiga general de los superhéroes" y en su lugar culpó a Disney+ al marketing mediocre y a la sobreexposición del contenido del MCU. El director ejecutivo de Disney, Bob Iger también atribuyó el fracaso de la película a la gran cantidad de contenido del MCU que Disney había producido para Disney+, pero agregó que la supervisión diaria insuficiente por parte de los ejecutivos de Disney durante la producción fue parcialmente culpable del fracaso de la película, en parte debido a que la filmación tuvo lugar durante la pandemia de COVID-19. Múltiples comentaristas discreparon con esta declaración, y algunos señalaron que Marvel es conocida por tener mucha supervisión ejecutiva en todos sus proyectos. Otros sintieron que Iger estaba culpando erróneamente a DaCosta, y notaron varios casos en los que DaCosta parecía haber sido atacada injustamente por Disney antes de los comentarios de Iger. James Whitbrook de Gizmodo dijo que las "críticas cada vez más públicas del estudio hacia DaCosta están empezando a parecer extrañas", y señaló que The Marvels no fue la única película de Disney de 2023 que fracasó en taquilla.

### Respuesta crítica
En el sitio web del agregador de reseñas, Rotten Tomatoes, la película cuenta con una aprobación del 62 % sobre la base de 355 reseñas, con una calificación promedio de 5.9/10. El consenso del sitio web dice: «Divertida, refrescantemente breve y elevada por la química de sus tres protagonistas, The Marvels es fácil de disfrutar en el momento a pesar de su historia desordenada y sus confusos cambios de tono». Metacritic, que usa un puntaje promedio ponderado, asignó a la película un puntaje de 50 sobre 100, basado en 57 críticos, lo que indica reseñas "críticas mixtas o promedio". El público encuestado por CinemaScore le dio a la película una calificación promedio de "B" en una escala de A+ a F, empatada con Eternals (2021) y Ant-Man and the Wasp: Quantumania (2023) para la puntuación más baja del MCU, mientras que los encuestados por PostTrak le dieron una puntuación positiva del 73%.
Al escribir para The Hollywood Reporter, Lovia Gyarkye elogió la dirección de DaCosta como "cinética" y consideró que la dirección y el "estilo de narración íntimo" permiten al público ver a los personajes principales desde "puntos de vista nuevos y entretenidos". Abby Olcese, por Paste, calificó la película con un 8,5/10 y la elogió por jugar con el género y extraer la "estética" de la serie de streaming de Marvel, Ms. Marvel; Olcese consideró que "la dirección segura y eficiente de DaCosta" era un ejemplo de lo que podría haber sido el MCU si la franquicia "no se hubiera empantanado por efectos sombríos y una tradición exagerada". Por el contrario, James Mottram de NME le dio a la película una calificación de 3/5 estrellas y consideró que la película "nunca reúne el mismo nivel de compromiso" que Candyman de DaCosta, incluso con "un guion repleto lleno de buenas líneas y un elenco de participantes dispuestos". Christy Lemire de RogerEbert.com le dio a la película una crítica negativa con una calificación de 1,5 estrellas, calificándola de "terrible" y opinó que es "la peor película hasta ahora del Universo cinematográfico de Marvel" con sólo los momentos musicales como "un deleite inesperado y muy necesario".
A pesar de la recepción crítica mixta, las actuaciones fueron elogiadas. Peter Bradshaw de The Guardian describió al trío principal como "un conjunto intergaláctico entretenido". Peter Travers de ABC News elogió de manera similar que "Si existe la química, Larson, Parris y Vellani la tienen". Amelia Emberwing de IGN declaró que Vellani "predeciblemente roba el programa". Helen O'Hara de Empire elogió el humor y la profundidad emocional de Kamala de Vellani con los "dos héroes mayores". Christian Holub de Entertainment Weekly dio una crítica tibia de la película y opinó que era "una mezcla que intenta hacer malabares con demasiados personajes y tramas diferentes", pero elogió a Vellani como una "estrella brillante".

### Reconocimientos
| Premio                                                   | Fecha de ceremonia      | Categoría                                                    | Nominado(s)   | Resultado | Ref.            |
| -------------------------------------------------------- | ----------------------- | ------------------------------------------------------------ | ------------- | --------- | --------------- |
| Critics' Choice Super Awards                             | 4 de abril de 2024      | Mejor actriz en una película de superhéroes                  | Iman Vellani  | Ganadora  | [ 151 ] [ 152 ] |
| Premios de Música de Hollywood de Medios de Comunicación | 15 de noviembre de 2023 | Mejor música original – Película de ciencia ficción/fantasía | Laura Karpman | Ganadora  | [ 153 ]         |
| Indiana Film Journalists Association Awards              | 18 de diciembre de 2023 | Revelación del Año                                           | Iman Vellani  | Nominada  | [ 154 ]         |
| Las Vegas Film Critics Society Awards                    | 13 de diciembre de 2023 | Mejor Juventud en Cine (Femenina)                            | Iman Vellani  | Nominada  | [ 155 ]         |
| People's Choice Awards                                   | 18 de febrero de 2024   | La película de acción del año                                | The Marvels   | Nominada  | [ 156 ]         |
| People's Choice Awards                                   | 18 de febrero de 2024   | La estrella de cine de acción del año                        | Brie Larson   | Nominada  | [ 156 ]         |
| Asociación de Críticos de Cine de Washington D. C.       | 10 de diciembre de 2023 | Mejor actuación juvenil                                      | Iman Vellani  | Nominada  | [ 157 ]         |

## Especial documental
En febrero de 2021, se anunció la serie documental Marvel Studios: Assembled. El especial de esta película, The Making of The Marvels estrenó en Disney+, el 4 de febrero de 2024.